# The Telegraph Operators
The Telegraph Operators és una pel·lícula muda produïda per l'Éclair America, dirigida per Oscar A.C. Lund i interpretada per Alec B. Francis, Barbara Tennant, i Frederick Truesdell entre d'altres. La pel·lícula es va estrenar el 18 de febrer de l'any 1913. Tot i que en algunes fonts el títol consta com "The Telegraph Operator" va ser registrada amb el nom en plural i així consta també en algunes publicacions de l'època.

## Argument
Jim Sheldon és un telegrafista que viu en un poble prop de Vermont amb Bess la seva dona. Tots dos estan cansats de la vida que porten avorrida i sense opcions de millora i decideixen fer un canvi i aventurar-se a buscar or al Yukon. Un cop allà, ocupen una barraca abandonada que havia pertangut a un membre de la policia muntada, i encara hi troben la seva jaqueta al costat de la llar. L'endemà al matí, en un cop de sort, Jim aconsegueix trobar or. Aquest no pot amagar la seva alegria en anar-ho a explicar a Bess i una de les filles d'uns desaprensius que treballen al costat escolta la bona notícia. En saber-ho aquests assalten la cabana de Jim que en aquell moment es troba sol. En tornar Bess, veu per la finestra com el seu marit està lligat a la mercè dels desaprensius. Recordant la feina anterior, Bess colpeja la finestra enviant un missatge en morse al seu marit. Jim, dissimuladament es recolza a la finestra i contesta a la dona amb el mateix sistema donant-li instruccions del que ha de fer. Li demana que s'enfili pel teulat i baixi per la xemeneia per tal d'agafar la jaqueta de la policia muntada i que vestida amb ella es dirigeixi a la caserna més propera. Bess ho fa així i pel camí troba un vianant al que demana el cavall “en nom de la reina”. Amb el cavall galopa fins a la caserna de la policia muntada els quals, un cop avisats, poden arribar a la cabana abans que Jim prengui mal.

## Repartiment
- Alec B. Francis (Jim Sheldon)
- Frederick Truesdell (marit de Bess)
- Barbara Tennant (Bess)